# Joe Rollino
Joseph Rollino (New York, 19 marzo 1905 – New York, 11 gennaio 2010) è stato un strongman, sollevatore e pugile statunitense.

## Biografia
Nato a Coney Island da immigrati italiani, Rollino cominciò fin da piccolo ad allenarsi con uno dei più noti forzuti (strongman) dell'epoca, Warren Lincoln Travis. Cominciò a praticare il sollevamento pesi negli anni venti, e contemporaneamente girava gli Stati Uniti boxando sotto lo pseudonimo di Kid Dundee.
Divenne tuttavia noto soprattutto per le sue esibizioni di forza fisica: da strongman fu in grado di sollevare da terra 1420 kg, 215 kg con i denti, 288 con un solo dito, 1451,5 con la schiena. Questi risultati gli valsero vari soprannomi: L'Eroe degli Eroi, Il grande Joe Rollino, L'uomo più forte del mondo. È considerato uno dei capostipiti del body building.
Nel dopoguerra si dedicò al nuoto invernale, tanto che la polizia, priva dei necessari equipaggiamenti, negli anni '50 si rivolse a lui per recuperare due corpi nelle acque gelide del lago di Prospect Park.
Rollino fu anche guardia del corpo di Greta Garbo. Nel corso della sua vita fu amico di Harry Houdini e di Mario Lanza. Ebbe anche una piccola parte in Fronte del porto.
Morì nel quartiere residenziale di Dyker Heights a Brooklyn l'11 gennaio 2010, a 104 anni, investito da un minivan mentre attraversava la strada.

## Curiosità
Rollino era vegetariano, non fumava e non beveva.